# Parakramabahu VI de Cota
Parakramabahu VI (r. 1410/1412/1415–1467) foi um rei do reino de Cota, na atual ilha do Sri Lanca. Foi o último rei cingalês a ter unido a ilha sob a mesma bandeira, sendo o seu reinado assinalável pela estabilidade política e pela florescência da literatura, especialmente poesia.